# Сангаре, Густаво
Густаво Фабрис Сангаре (фр. Gustavo Fabrice Sangaré; род. 8 ноября 1996, Бобо-Диуласо) — буркинийский футболист, полузащитник клуба «Кевийи Руан» и сборной Буркина-Фасо. 

## Клубная карьера
Сангаре — воспитанник клубов «Салитас» и французского «Фронтиньян». В 2018 году игрок подписал контракт с «Кевийи Руан». 26 февраля 2019 года в матче против «Энтенте» он дебютировал в Лиге 3. 15 января 2021 года в поединке против «Ле-Мана» Густаво забил свой первый гол за «Кевийи Руан». По итогам сезона Сангаре помог клубу выйти в более высокий дивизион. 24 июля в матче против «Дюнкерка» он дебютировал в Лиге 2.

## Международная карьера
12 июня 2021 года в товарищеском матче против сборной Марокко Сангаре дебютировал за сборную Буркина-Фасо. 2 января 2022 года в поединке против сборной Габона он забил свой первый гол за национальную команду. В том же году Сангаре принял участие в Кубке Африки в Камеруне. На турнире он сыграл в матчах против сборных Сенегала, Кабо-Верде, Эфиопии, Габона, Туниса и дважды Камеруна. В поединке против камерунцев Густаво забил свой первый гол за национальную команду.

### Голы за сборную Буркина-Фасо
| #   | Дата          | Место                     | Противник | Счёт | Результат | Соревнование      |
| --- | ------------- | ------------------------- | --------- | ---- | --------- | ----------------- |
| 01. | 2 января 2022 | Аль-Мактум, Дубай, ОАЭ    | Габон     | 1:1  | 1:1       | Товарищеский матч |
| 02. | 9 января 2022 | Поль Бийя, Яунде, Камерун | Камерун   | 0:1  | 2:1       | Кубок Африки 2021 |